# HMS Matchless (G52)
Pour les autres navires du même nom, voir HMS Matchless.
Le HMS Matchless est un destroyer de classe M construit pour la Royal Navy pendant la Seconde Guerre mondiale.
Sa quille est posée le 14 septembre 1940 au chantier naval Alexander Stephen and Sons de Linthouse, en Écosse. Il est lancé le 4 septembre 1941 et mis en service le 26 février 1942, sous le commandement du lieutenant commander John Mowlam.

## Historique
Le Matchless commence ses essais le 16 mars 1942 dans le Firth of Clyde ; à la fin de ceux-ci il est transféré à Scapa Flow pour former ses équipages au tir au canon et aux attaques de torpilles. Il est affecté à la 17e flottille de destroyers de la Home Fleet le 27 mars 1942. Sa première mission est l’escorte du convoi de l'Arctique PQ 15 qui arrive à Mourmansk sans aucune perte le 5 mai 1942. Huit jours après, il quitte Mourmansk comme membre de l’escorte du croiseur léger Trinidad renvoyé en Islande. Le 14 mai, le croiseur est touché par une bombe et est sabordé par le Matchless le lendemain. Après une escale en Islande pour un ravitaillement, il arrive à Greenock le 19 mai 1942 pour y débarquer les 200 survivants.
En juin 1942, le Matchless participa à l'opération Harpoon, un convoi lourdement armé à destination de Malte assiégée. Il passe au large de Gibraltar dans la nuit du 11 au 12 juin 1942. Le convoi est intercepté par une escadre italienne et au cours de l’engagement, le Matchless endommage un destroyer italien. Alors qu’il entrait dans le port de Malte, le Matchless est victime à 01 h 35 d’une mine magnétique. Malgré plusieurs compartiments endommagés, le navire parvient à rejoindre le port avec une vitesse réduite à 8 nœuds et les tourelles A et B hors-service. L’équipage ne compte que quelques blessés légers. Des réparations temporaires furent effectués à Malte et le navire quitta Malte pendant l'opération Pedestal, appareillant le 10 août à 08 h 00, arrivant dans la Tyne le 23 août 1942 pour des réparations permanentes.
Les réparations sont retardées par quelques problèmes de main-d’œuvre ; elles sont effectuées au chantier Palmers de Hebburn du 27 août au 11 novembre 1942. Il rejoint alors la 3e flottille de destroyers rattachée à la Home Fleet. Il escorte les convois JW 51, JW 51 B, JW 52 et RA 52 durant l’hiver 1942/1943. Le 28 mars 1943, il fait partie des destroyers de la Home Fleet détachés auprès des Western Approaches Command lors de la crise des convois. En mai et juin 1943, le Matchless escorte le paquebot Queen Mary à mi-chemin de l’Atlantique Nord alors que le paquebot transportait Winston Churchill aux États-Unis. Il opère ensuite au sein du 4e groupe d'escadre affecté au golfe de Gascogne jusqu’à sa refonte, effectuée au chantier Brigham & Cowan de Kingston upon Hull du 10 juin au 25 juillet 1943. Il retourne alors dans la 3e flottille et va escorter à nouveau les convois du grand nord : les JW 54 B, JW 55 B, JW 57, RA 54 A, RA 54 B, RA 55 A et RA 57.
Son plus important fait d’armes débute le 22 décembre 1943 lorsqu’il appareille de la baie de Kola avec le convoi RA 55 A. Le 25 décembre, en compagnie d’autres destroyers, il est détaché du RA 55 A afin de rejoindre un convoi en direction de Mourmansk. Le 26 décembre, il est engagé contre le Scharnhorst (commandé par le contre-amiral Erich Bey) alors que celui-ci affronte le Duke of York de l'amiral Bruce Fraser au large du cap Nord. Le Matchless endommagé par les glaces ne peut lancer ses torpilles, mais sera capable de sauver six survivants du croiseur de bataille allemand. Il reprend ses missions d’escortes qui vont se poursuivre jusqu’au convoi RA 54.
Le Matchless retourne ensuite au chantier Brigham & Cowan le 23 juillet 1944 pour une grande refonte qui va se prolonger jusqu’au 28 novembre 1944. Après ses essais, il rejoint la Home Fleet pour un entraînement avant de rejoindre sa flottille entre-temps transférée en Méditerranée. Il quitte Gibraltar pour Malte le 2 janvier 1945 et participe à des missions de bombardements dans le golfe de Gênes les 7 et 15 février 1945. Il est immobilisé à Malte pour des réparations du 16 mars au 7 juin 1945. Il va ensuite passer le reste de son temps en Méditerranée à effectuer différentes visites de courtoisie.
Il quitte Gibraltar le 4 avril 1946 pour Portsmouth où il est versé dans la catégorie B de la réserve le 25 juin 1946. Il rejoint la réserve C en 1943 et, en date du 2 décembre 1953, rejoint la Classe III à Penarth où il est amarré jusqu’en décembre 1955. Il est alors dans l'Extended réserve.
Le 22 novembre 1956, il est proposé à la Turquie et sa vente est signée le 24 septembre 1957, dans le cadre d'un accord signé à Ankara le 16 août 1957. Modernisé au chantier naval de Harland & Wolff à Govan — équipé d'un nouveau rouf et d'un système Squid —, il est remis à la marine turque à Portsmouth le 29 juin 1959. Renommé TCG Kılıç Ali Paşa,, il sert jusqu'en 1971.

## Héritage
Après la guerre, l'association HMS Matchless fut créée pour réunir les anciens membres ayant servi à bord. L'insigne du navire qui a été présentée au conseil d'arrondissement de Maidenhead en 1942 a depuis été perdue. Pendant un certain temps, le drapeau de bataille du navire pendant la bataille du cap Nord était suspendu au bureau des directeurs de l'usine Associated Motor Cycles de Plumstead. Le drapeau, la photographie du navire et une lettre de son commandant, le lieutenant commander J. Mowlam, ont été perdus après la mise sous séquestre d’AMC en 1966.